# Echinothuriinae
De Echinothuriinae zijn een onderfamilie van de Echinothuriidae, een familie van zee-egels uit de orde Echinothurioida.

## Geslachten
- Araeosoma Mortensen, 1903
- Asthenosoma Grube, 1868
- Calveriosoma Mortensen, 1934
- † Echinothuria Woodward, 1863
- Hapalosoma Mortensen, 1903